# 程元振
程元振（694年—764年），唐肅宗、代宗時宦官。與李輔國擁立太子李豫，是為代宗，官至飞龙副使、右监门卫將軍、知内侍省事。寶應元年（762年）程元振掌握了部分禁軍，謀奪輔國權，代宗遂罷免輔國所有官職，以元振代判元帥府行軍司馬，不久遣人將輔國刺死。程元振加封为镇军大将军，封保定县侯，充宝应军使。不久加骠骑将军，封邠国公，赠其父程元贞为司空，母郄氏为赵国夫人。
廣德元年（763年），吐蕃趁安史之亂攻佔河隴地區，程元振知情不報，僕固懷恩勾引吐蕃、回紇入侵，同年十月，吐蕃攻到奉天，一度直逼長安。賴郭子儀處理平定亂事。后因策划政變，御史大夫王升發現，上告朝廷，流放溱州（四川省綦江縣東南），在江陵（湖北省江陵縣）被仇家殺死。